# Visoko

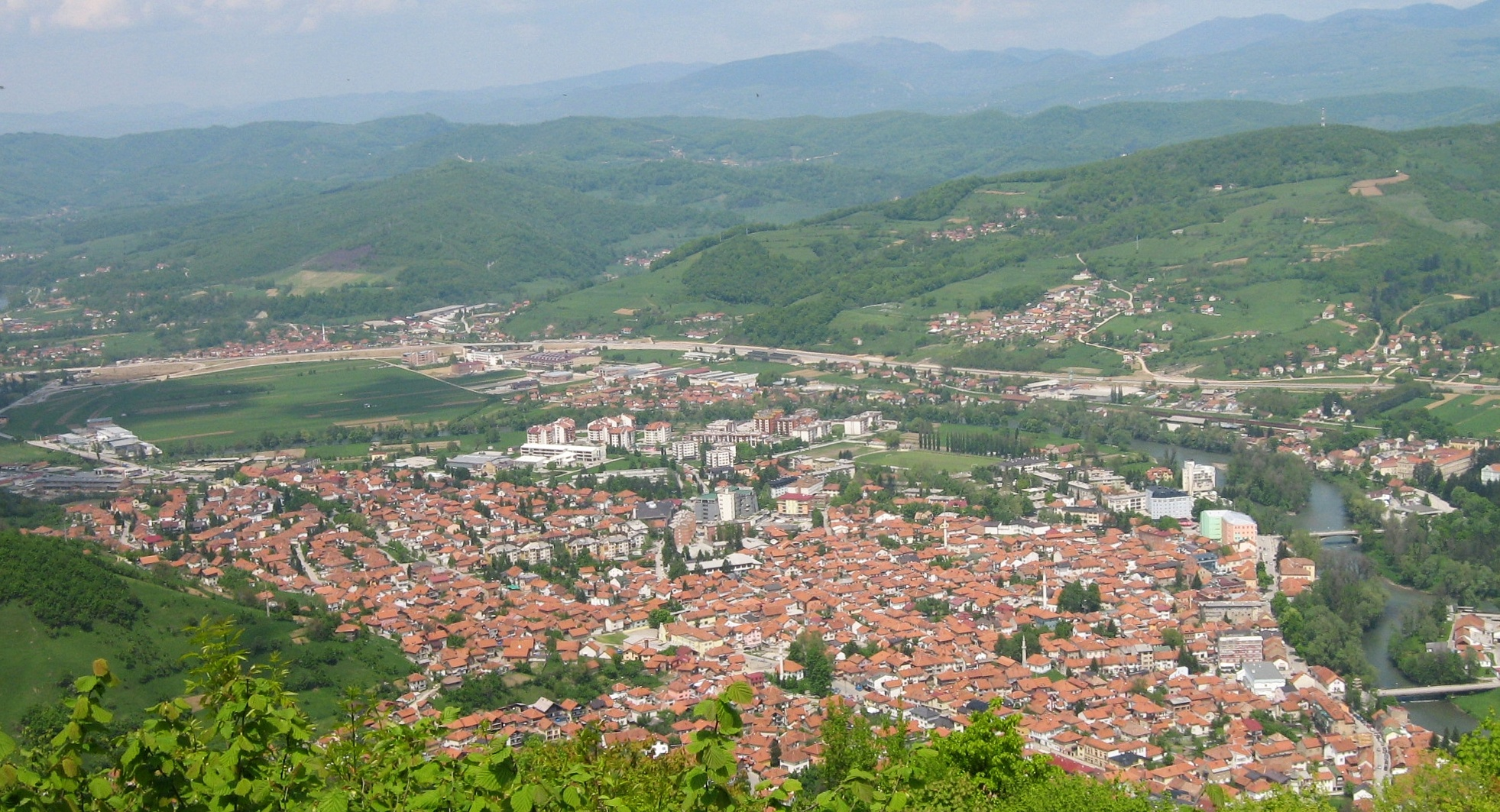

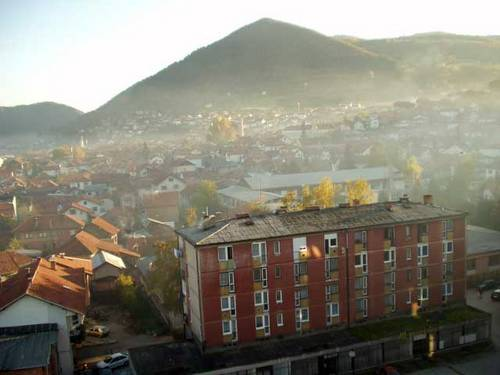

Visoko é uma cidade na Bósnia e Herzegovina com aproximadamente 17.000 habitantes. Fica situada entre Zenica e Sarajevo, no exato ponto onde os rios Bosna e Fojnica se encontram. Pertence à área administrativa do Cantão de Zenica-Doboj.
A zona onde fica a cidade foi uma vez o centro do estado bosniano medieval. Foi fundada perto de Ajas-beg, durante o Império Otomano. Após a anexação da Bósnia pelo Império Austro-Húngaro, Visoko modernizou-se, mantendo porém o estilo oriental do período em que foi parte do Império Otomano. Inicialmente, já como parte da Jugoslávia, Visoko não se desenvolveu muito. Não sofreu muitos danos durante a Segunda Guerra Mundial e conheceu grande expansão na era da Jugoslávia comunista. Contudo, a Guerra da Bósnia não evitou Visoko, que permaneceu sob controle do exército bósnio todos os quatro anos da guerra.
Hoje Visoko é uma cidade de importância cultural e histórica, mas sua economia perdeu muita da força que teve antes da guerra da Bósnia.